# Rhinotragus trizonatus
Rhinotragus trizonatus là một loài bọ cánh cứng trong họ Cerambycidae.